# Mazurka (film)
Mazurka – niemiecki film z 1935 roku.

## Opis fabuły
Piosenkarka Vera zostaje postawiona przed sądem za zabójstwo pianisty Grigorija Michajłowa, który chciał uwieść jej córkę Lisę. Vera rozpoznała w nim mężczyznę, który kiedyś doprowadził do zniszczenia jej szczęśliwego małżeństwa.

## Obsada
- Pola Negri jako  Vera
- Albrecht Schoenhals jako  Grigorij Michailow
- Ingeborg Theek jako  Lisa
- Franziska Kinz jako  matka
- Paul Hartmann jako  Boris Kierow
- Hans Hermann Schaufuss jako  Verteidiger
- Inge List jako  Hilde
- Friedrich Kayßler jako  Der Vorsitzende
- Georg Georgi
- Antonie Jaeckel
- Eva Schmid-Kayser
- Erika Seibert
- Traute Bengen